# أغنيس إيلين هاريس
أغنيس إيلين هاريس (بالإنجليزية: Agnes Ellen Harris)‏ هي مربية أمريكية، ولدت في 17 يوليو 1883 في كيدرتون في الولايات المتحدة، وتوفيت في 18 ديسمبر 1952 في توسكالوسا في الولايات المتحدة.